# Nakon ljeta (2024.)
Nakon ljeta je hrvatski film iz 2024. godini redatelja Danisa Tanovića i scenarista Anje Matković, Nikole Kuprešanina i Tanovića. Film je nastao u koprodukciji sa Slovenijom, Bosnom i Hercegovinom, Srbijom i Rumunjskom.
Svjetska premijera filma održala se na 30. Sarajevskom filmskom festivalu, 16. kolovoza 2024. U kinodistribuciju diljem Bosne i Hercegovine krenuo je od 29. kolovoza, dok u Hrvatskoj od 3. listopada. Film je izabran kao bosanskohercegovački kandidat za najbolji međunarodni dugometražni film na 97. dodjeli Oscara.

## Radnja
Mlada Zagrepčanka, vanbračna kći bogatog otočanina, dolazi na otok gdje započinje aferu s oženjenim britanskim piscem u krizi srednjih godina. Njihova morska avantura postaje zabranjena ljubav, potraga za identitetom, isprepletena s obiteljskim vrijednostima, tragikomičnom obnovom kuće i stadom krava koje su konzumirale opojne tvari.

## Glumačka postava

### Glavna
- Anja Matković
- Uliks Fehmiu

### Ostali
- Goran Navojec
- Mario Knezović
- Ivana Roščić
- Boris Ler
- Luka Juričić
- Mirela Brekalo
- Snježana Sinovčić
- Marija Škaričić
- Jadranka Matković
- Milivoj Beader

## Produkcija i snimanje
Film je dobio potporu HAVC-a, Slovenskog filmskog centra, Filmskog centra Srbije, Fondacije za kinematografiju Sarajevo, Rumunjskog filmskog centra, BH Telecoma i Potprograma MEDIA Programa Kreativne Europe za razvoj projekta. Postprodukcija je krenula 2022. a film dobiva poticaj od HAVC-a sredstva od tadašjih pet milijuna kuna. Projekt je sudjelovao na radionici Torino Film Laba namijenjenoj komedijama, TFL Next Comedy.
Snimanje filma trajalo je 27 dana od sredine rujna do 10. listopada 2023. u Šepurinama kod Šibenika, u produkciji hrvatskog studija Propeler film i producenata Lane Matić i Borisa T. Matić, koprodukciji producenata Jelene Mitrović iz srpskog studija Baš Čelik, Mihe Černeca i Jožka Rutara iz slovenskog studija Tramal Films-a, Mirsada Purivatru i Jovana Marjanovića iz bosanskohercegovačkog studija Obala Art Centar i Anamaria Antoci iz rumunjskog studija Tanguay Productions.

## Vanjske poveznice
- Službena stranica produkcije Propeler Filma
- Nakon ljeta u internetskoj bazi filmova IMDb-a